# Грчко-бактријско краљевство
Грчко-бактријско краљевство је назив за најисточнију од свих хеленистичких држава, чија је територија заузимала Бактрију и Согдијану у средњој Азији од 250. до 125. п. н. е. Њена експанзија у северну Индију око године 180. п. н. е. је довела до стварања новог Индо-грчког краљевства, које ће се одржати до око 10. године н.е.